# Europa Universalis III
Europa Universalis III (prescurtat EUIII sau EU3) este un joc video de strategie. Jocul original (fără expansions) începe în 1453 imediat după Căderea Constantinopolului, și continuă până în 1789, la începutul Revoluției Franceze. Jucătorul controlează o națiune și trebuie să se ocupe de război, diplomație, comerț și economie.
1. ↑  GOG.com
2. ↑  Humble Store
3. 1 2  Steam, accesat în 27 octombrie 2022